# Баутиста, Кончита
Кончита Баутиста, (исп. Conchita Bautista, рожд. 27 октября 1936) — испанская певица, телеведущая и актриса. Дважды представляла свою страну на Евровидение — как первая представительница Испании в 1961 году с песней Estando Contigo (9 место) и в 1965 с песней ¡Qué bueno, qué bueno! (последнее, 15 место).
Имеет награды фестиваля в Сопоте за песню «Балалайка» и приз зрительских симпатий.